# 河瀬諒介
河瀬 諒介（かわせ りょうすけ、1999年7月21日 - ）は、ジャパンラグビーリーグワン東京サントリーサンゴリアスに所属するラグビーユニオン選手。

## プロフィール
- 大阪府出身[1]。
- ポジションはフルバック(FB)。
- 身長 183 cm、体重 89 kg
- 父の泰治はラグビー指導者(摂南大学ラグビー部元監督)で姉が2人いる[2]。
- ジュニア・ジャパンに選ばれたことがある。
- U20日本代表に選ばれたことがある[3]。

## 略歴
小学4年生からラグビーを始めた。
2018年、東海大仰星高校(現・東海大学付属大阪仰星高等学校・中等部)卒業後、早稲田大学に入る。なお東海大仰星高校時代、高校日本代表に選ばれたことがある。
2022年、東京サントリーサンゴリアスに加入。
2023年1月14日に行われたJAPAN RUGBY LEAGUE ONE第1節コベルコ神戸スティーラーズ戦にて途中出場でリーグワンでの公式戦初出場を果たして、デビュー戦でトライを挙げた。
2024年6月、ワイテマタラグビーフットボールクラブに留学。